# Tesla Roadster
Este artículo trata sobre un modelo descatalogado. Para el nuevo modelo véase Tesla Roadster (Segunda Generación).
El Tesla Roadster es un automóvil deportivo totalmente eléctrico, el primer modelo producido por Tesla Motors, un fabricante de automóviles eléctricos. Se vendieron en total 2450 vehículos entre las diferentes versiones del Roadster. 
En 2017 se presentó el Tesla Roadster (Segunda Generación) que se comercializará en 2022.

## Historia

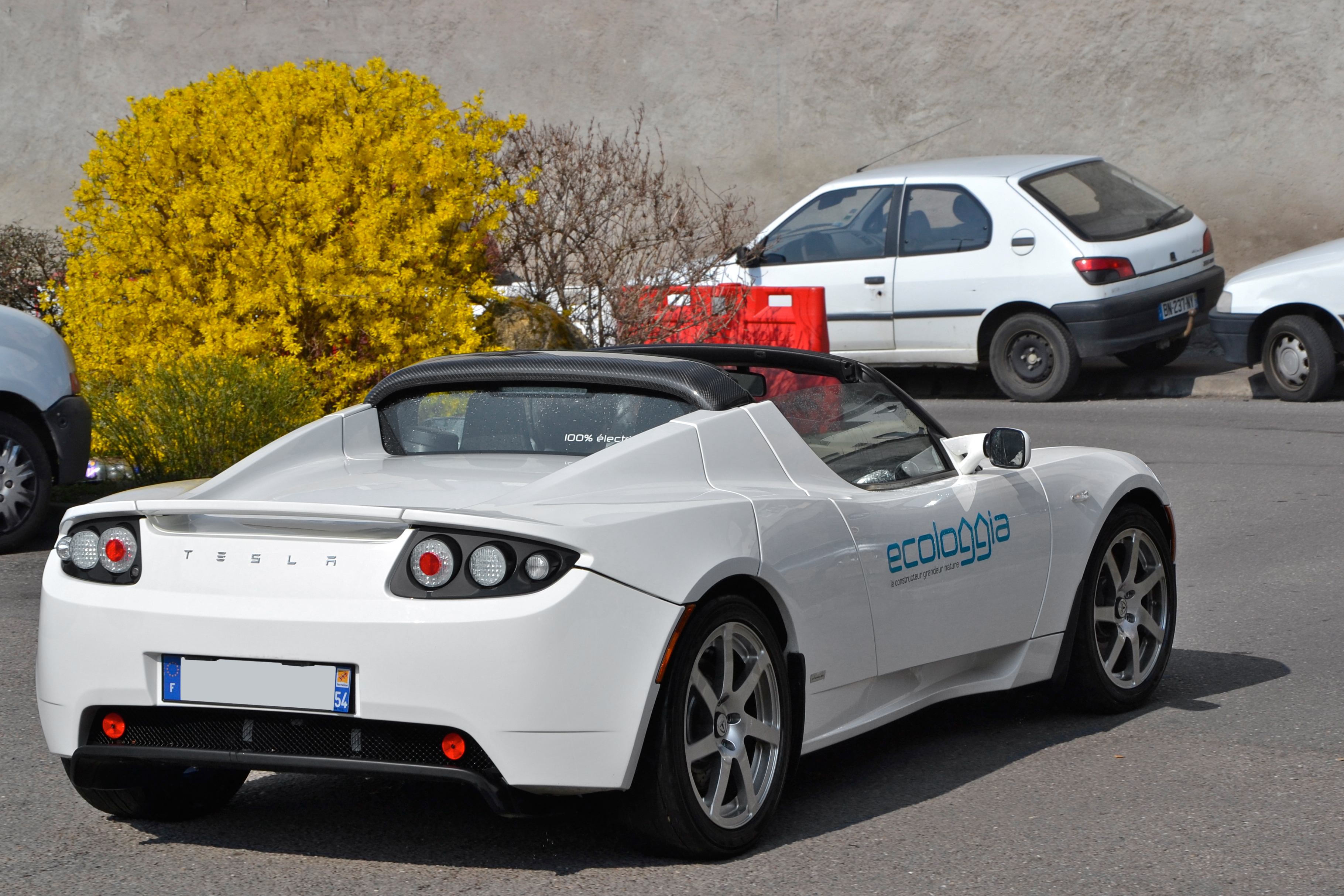
Tesla Roadster (France)

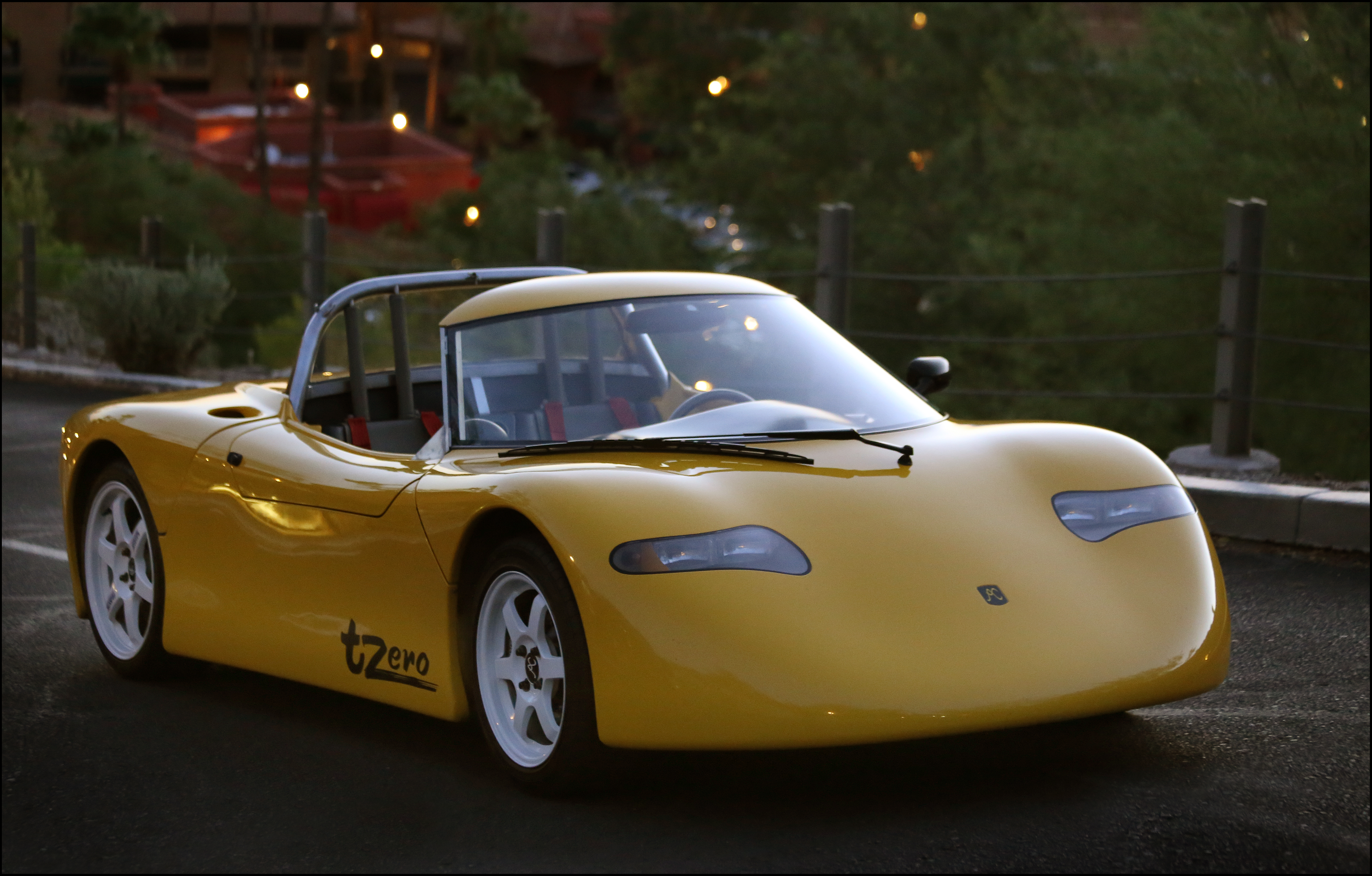
Prototipo AC Propulsion Tzero

Elon Musk estaba interesado en los coches eléctricos desde su adolescencia. Cuando probó el prototipo AC Propulsion Tzero les animó a comercializarlo. AC Propulsion no lo quería comercializar pero le puso en contacto con otras personas que tenían intención de comercializarlo. El 1 de julio de 2003 Martin Eberhard y Marc Tarpenning registraron la empresa Tesla Motors en Delaware.
La empresa Tesla Motors, Inc. la formaban Martin Eberhard, Marc Tarpenning y Ian Wright. Tenía un plan de negocio sin fondos y buscaba una ronda de financiación para crear un prototipo más avanzado del AC Propulsion Tzero. Tesla Motors no había registrado su marca, ni tenía oficinas ni activos. A principios de 2004 en la ronda inicial de financiación Serie A Elon Musk invirtió 6.5 millones de USD (un 98%) y Eberhard invirtió 75 000 USD (un 1%).
Elon Musk se involucró en el diseño e ingeniería del Roadster con el objetivo de fabricar un coche eléctrico más asequible y después otro más barato. En marzo de 2004 JB Straubel tomó el puesto de CTO y en abril de 2004 Musk fue elegido presidente del consejo.
En agosto de 2007 Martin Eberhard fue sustituido como CEO por Michael Marks. Marks aceptó de forma temporal hasta que en diciembre de 2007, Ze'ev Drori se convirtió en CEO y presidente de Tesla Motors. En octubre de 2008 Musk le sucedió como CEO.
El Tesla Roadster se dio a conocer oficialmente al público el 19 de julio de 2006 en Santa Mónica (California), en un acontecimiento al que únicamente fueron invitadas 350 personas, en un evento celebrado en el Hangar Baker del Aeropuerto de Santa Mónica. 
En el Salón del Automóvil de San Francisco, del 18-26 de noviembre de 2006, tuvo lugar la primera exhibición del Tesla Roadster.
La primera entrega del vehículo en producción se había previsto inicialmente para octubre de 2007 y luego se retrasó, en septiembre de 2007, hasta el primer trimestre de 2008.
En 2018 Musk afirmó que usar el Lotus Elise como base para el Roadster fue una estrategia deficiente porque era incompatible con la tecnología del prototipo AC Propulsion Tzero y fue tan modificado que en la versión final solo quedaba el 7% del Elise original.

## Desarrollo
El Roadster fue diseñado con la ayuda de Lotus Cars en ciertos aspectos. Lotus suministró la base tecnológica desarrollada para el Lotus Elise. A partir de ésta, los ingenieros de Tesla diseñaron un nuevo chasis. Los diseñadores de Tesla optaron por construir los paneles de la carrocería mediante la transferencia de resina moldeada (compuesta de fibra de carbono) para reducir al mínimo el peso, lo que hace al Roadster uno de los automóviles más baratos con una cubierta hecha totalmente de fibra de carbono. El automóvil se montó inicialmente en la fábrica de Lotus en Hethel, Inglaterra, con el chasis y los componentes suministrados por Tesla.
El Roadster comparte menos del 7% de sus componentes con el Lotus Elise; los componentes compartidos se limitan a los parabrisas, airbags, llantas, algunas partes del tablero, y los componentes de la suspensión. La producción y la cadena de suministro se extendió por todo el mundo.
Inicialmente las celdas de baterías se fabricaban en Japón, se mandaban a una fábrica de barbacoas (sin experiencia en baterías) de Tailandia donde se ensamblaban en paquetes y se enviaban a Inglaterra, donde se instalaban en un coche que se embarcaba para California. Esto producía unos retrasos de cinco o seis meses en el suministro, por lo que Tesla trasladó la producción y ensamblado de los paquetes de baterías a San Carlos, en la zona de la Bahía de San Francisco.
Los chasis fueron fabricados en Noruega.
Los paneles de fibra de carbono se encargaron inicialmente a una empresa que no tenía la maquinaria adecuada, de manera que tenían que remoldear a mano cada panel y los resultados eran deficientes. Posteriormente los paneles RTM de fibra de carbono para la carrocería los produjo SOTIRA, en St. Meloir y Pouancé en Francia. Elon Musk realizó varios viajes a Francia para modificar las herramientas para la fabricación de paneles de fibra de carbono.
Los frenos y airbags fueron fabricados por Siemens en Alemania.
Martin Eberhard no quería cambiar el tamaño del motor ni de la electrónica de potencia del AC Tzero. Eso requería una transmisión de dos velocidades. Hicieron tres intentos fallidos de producir una transmisión de dos velocidades gastando unos diez millones de USD. Tras el despido de Martin Eberhard, Elon Musk decidió fabricar un motor eléctrico mayor y una caja reductora con diferencial sin embrague. Tesla Motors diseñó y construyó su propia electrónica de potencia digital para evitar los problemas de la analógica del Tzero, en la que sus prestaciones dependían de la temperatura.
Varios prototipos del Tesla Roadster se produjeron desde 2004 hasta 2007. Los estudios iniciales se realizaron en dos vehículos "mulas". Diez Prototipos de Ingeniería (EP1 - EP10) fueron construidos y probados a finales de 2006 y principios de 2007 que dieron lugar a muchos cambios de menor importancia. Tesla produjo entonces diecisiete prototipos de validación (VP1 - VP17), que se entregaron a partir de marzo de 2007. Esta revisión fue la final y tras la prueba de colisión se prepararon para la producción en serie.
Tesla Motors pasó de externalizar a internalizar la producción del motor eléctrico, la electrónica de potencia y el paquete de baterías.
El ensamblaje final del Roadster se hizo en un concesionario de Ford en El Camino, California.
La Pasadena School of Design otorgó a Elon Musk un título honorífico por su trabajo en el diseño e ingeniería del Tesla Roadster.
Musk recibió el premio Global Green 2006 al diseño de producto por el Tesla Roadster, de manos de Mijaíl Gorbachov, y el premio Index Design 2007 por el diseño del Tesla Roadster.

## Producción

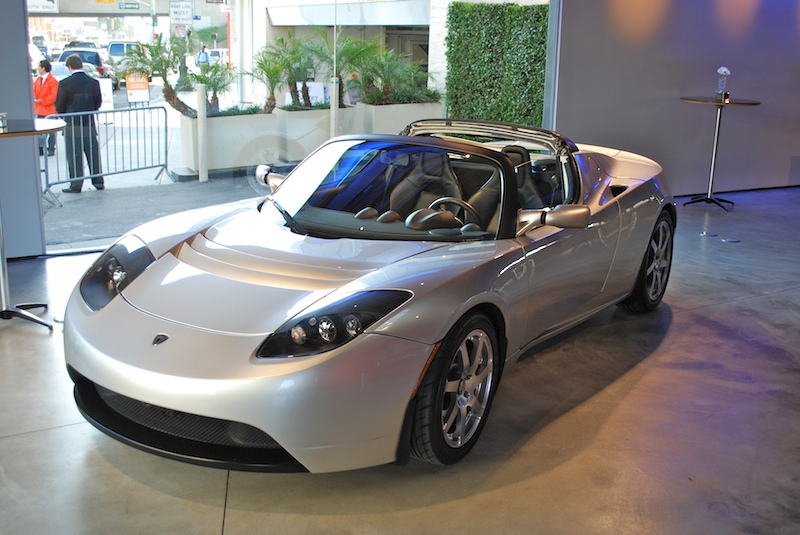
Vista frontal del Tesla Roadster

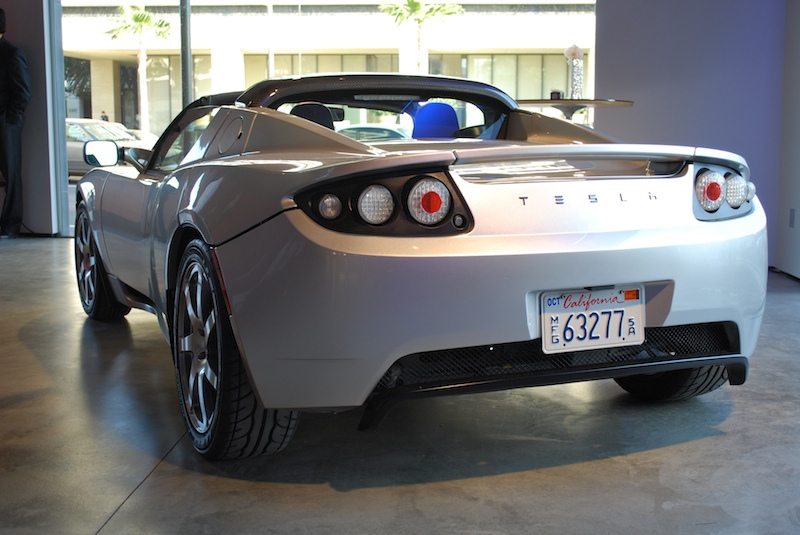
Vista posterior del Tesla Roadster

La producción en serie del vehículo se inició el 17 de marzo de 2007 después de más de dos años a partir de prototipos y pruebas. Sin embargo, la primera producción Roadster, a que se refiere como "P1", se entregó al presidente de Tesla Motors, Elon Musk el 1 de febrero de 2008.
Con posterioridad a la finalización de la producción del primer automóvil en Hethel, la compañía anunció problemas con la fiabilidad de la transmisión. Se descubrió que la transmisión, con una primera marcha capaz de acelerar de 0 a 100 km/h en 4 segundos, tenía una esperanza de vida de solo unos pocos miles de kilómetros. Los dos primeros proveedores de transmisiones de Tesla Motors no estaban en condiciones de producir las transmisiones que pudieran resistir los continuos requerimientos de par del motor eléctrico. En diciembre de 2007, Tesla Motors anunció planes para enviar en los primeros Roadsters las transmisiones bloqueadas en primera velocidad para evitar temporalmente este problema y proporcionar una velocidad máxima de 110 km/h. Según el plan, las primeras transmisiones serían cambiadas en garantía, cuando la transmisión, módulo de electrónica de potencia (PEM) y el sistema de refrigeración finales estuvieran disponibles. El rango de autonomía del automóvil también se recalculó de 394 km a 356 km. La revisión a la baja se atribuyó a un error en el equipo de calibración en el laboratorio que realizó la prueba original.
Los vehículos producidos en 2008 en adelante se integraron de la siguiente manera, Lotus fabricaba bajo contrato el chasis especial para este vehículo, Sotira en Francia proveía los paneles. Auburn Hills fabricaba a pedido la caja de una sola marcha en Detroit. Los frenos y Airbags los fabricaba Siemens en Alemania y realizaba las pruebas de choque. Tesla entregó 900 vehículos hasta diciembre de 2009 y se encontraba en plena producción a un ritmo aproximado de 25 vehículos por semana.

## Actualización Roadster 3.0
En la primavera de 2015 Tesla puso a disposición de los usuarios la actualización 3.0 que mejoraba la autonomía en un 40-50% con respecto al Roadster original permitiendo en algunas condiciones alcanzar los 644 km.
La batería original del Roadster fue la primera de iones de litio puesta en un vehículo de serie. La tecnología avanzó y Tesla consiguió una batería con un 31% más de energía que la original. La capacidad aumentó de 53 kWh hasta los 70 kWh ocupando el mismo espacio.
El Roadster original tenía un coeficiente aerodinámico (Cd) de 0,36. Tesla mejoró el coeficiente aerodinámico hasta 0,31 con un kit instalable con posterioridad.
Los neumáticos originales del Roadster tenían una resistencia a la rodadura (Crr) de 11.0 kg/ton. Tesla consiguió unos nuevos neumáticos con una Crr de 8.9 kg/ton, lo que suponía una mejora del 20%. Tesla también mejoró los cojinetes de las ruedas y el rozamiento de los frenos.
En febrero de 2015 Tesla realizó un viaje de demostración de 547 km desde San José hasta Los Ángeles, California. Lo hizo a velocidades legales y encendieron la calefacción durante 40 minutos. Al final del viaje la batería disponía de una autonomía de 32 km.
En octubre de 2015 Tesla anunció que las baterías de actualización para el Roadster serían suministradas por LG Chem Ltd. La actualización 3.0 tenía un precio de 29 000 USD y estaba disponible para el Roadster 1.5, 2.0 y 2.5.

## Ventas
Tesla firmó inicialmente cien vehículos totalmente equipados para ser vendidos a finales de agosto de 2006. Tesla Motors entonces comenzó a aceptar pedidos de reserva de septiembre de 2006 para sus modelos 2008 con varias opciones de pago disponibles para determinar la fecha de entrega 2008 del vehículo A partir del 15 de enero de 2008, los 650 Tesla Roadsters previstos para el año 2008 se reservaron.
Para 2009 Tesla tenía previsto entregar 1500 coches. La compañía planeó comenzar las ventas en Europa durante el tercer trimestre de 2008, inicialmente limitada a 250 coches, a poco menos de 100.000€ cada uno. En enero de 2010 se comenzó la fabricación de los primeros vehículos con el conductor a la derecha para el Reino Unido e Irlanda.
El precio final para el 2008 del modelo básico era de 98 000 USD, más un cargo de 950 USD. La mayoría de los primeros 200 Roadsters vendidos en octubre de 2006 estaban equipados con todos los equipos opcionales, a un costo de unos 100 000 USD. El precio de los modelos 2009 se incrementó a 109 000 USD.
Hasta junio de 2012 se habían vendido 2100 Tesla Roadster en 31 países y habían recorrido más de 37 millones de kilómetros eléctricos.

### Servicio
El primer centro de servicio de Tesla Motors fue inaugurado el 1 de mayo de 2008 en Santa Monica Blvd., Los Ángeles, California, EE. UU.
En junio de 2012 Tesla tenía Centros de Servicio o Service Rangers en: Chicago, Copenhague, Dania Beach, Denver, Eindhoven, Hong Kong, Los Ángeles, Menlo Park, Milán, Múnich, Newport Beach, Nueva York, Oslo, París, Seattle, Sídney, Tokio, Toronto, Washington D. C., West London y Zúrich.
Los Roadster comprados en los Estados Unidos pero separados por más de 160 km del centro de servicio más cercano requerían un recargo de 8 000 USD por estar fuera del área de servicio; pero dicho recargo fue retirado al comienzo de la producción y se sustituyó por una política en la cual los clientes serán responsables del transporte de sus Roadster a un centro de servicio. No hay mecánicos "independientes" que estén autorizados o certificados para realizar tareas de mantenimiento del motor, baterías o los sistemas eléctricos del Roadster.
En junio de 2012 el Tesla Mobile Service Team ofrecía el servicio a domicilio. En Estados Unidos tenía un coste de 1 USD por milla (1,6 km) de ida o de vuelta al Centro de Servicio Tesla más cercano, con un cargo mínimo de 100 USD.
El mantenimiento es mínimo para un vehículo eléctrico ya que no necesita cambios de aceite ni trabajos en el sistema de escape.
El Roadster tiene menos piezas móviles, no tiene bujías, pistones, correas o embrague que cambiar. Al no tener emisiones no hay que hacer controles de humos. Tesla recomienda una revisión normal una vez al año o cada 19.300 km (12.000 millas), lo que ocurra primero.
La transmisión, los frenos y el sistema de refrigeración líquida tendrá que ser cambiado de una manera similar a uno de combustión. El uso de un sistema computarizado para la cuidadosa gestión de la batería de litio-ion permite que esta no necesite recambio alguno durante la vida útil del vehículo.

## Especificaciones

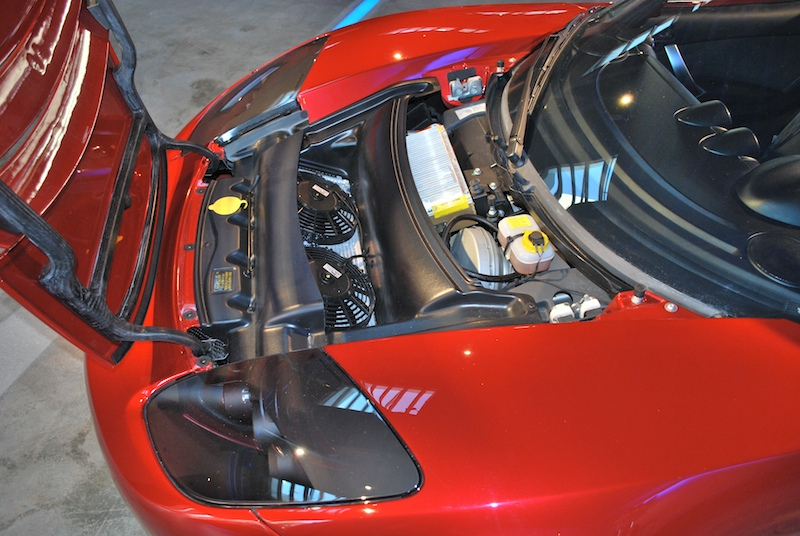
Vista del sistema de refrigeración

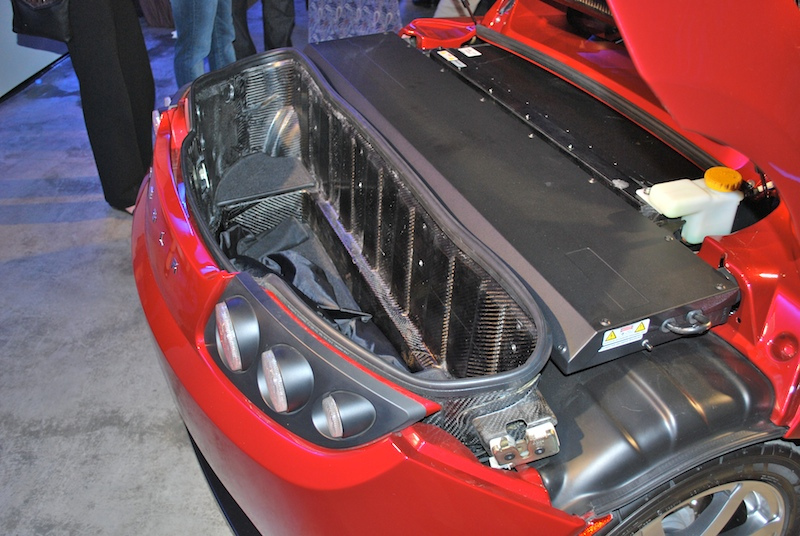
Vista del maletero y el paquete de baterías

### Motor
- Tipo: motor eléctrico de 3 fases y 4 polos.
- Potencia neta máxima: 248 CV (185 kW).
- Max RPM: 14 000.
- Par máximo, 200 lbf ft (270 Nm) se realiza desde 0-6000 rpm.
- Eficiencia: 90% promedio, el 80% en potencia pico.

### Transmisión
- Caja de cambios Magna de dos velocidades accionada eléctricamente (sin pedal de embrague) con secuencial manual.
- A partir de septiembre de 2008, todos con caja de cambios BorgWarner de una sola marcha fija de relación (8.2752:1) con bomba de lubricación mecánica y freno para aparcamiento accionado eléctricamente.

### Prestaciones
- Aceleración: de 0 a 100 km/h en 3,9 segundos. Algunos prototipos y Roadsters de producción inicial de 2008 se limitaron a 5,7 segundos de aceleración de 0 a 100 km/h.
- Velocidad máxima: limitada electrónicamente a 201 km/h.
- Autonomía: 360 km de ciclo combinado (carretera y ciudad).
- Peso y distribución: alrededor de 1220 kg, centrada en la parte delantera del eje trasero.
- Tracción trasera.

### Batería del sistema
- Tipo de batería: Batería de ion de litio, dimensiones: 18 mm de diámetro y 65 mm de longitud. La mayoría de las baterías en computadoras portátiles utilizan este tipo de celdas de iones de litio.
- Distribución de celdas: 6 831 celdas dispuestas en 11 módulos conectados en serie, cada módulo contiene 9 "ladrillos" conectados en serie, cada "ladrillo" contiene 69 celdas conectadas en paralelo (11S 9S 69P).
- Tiempo de carga completa: 3 horas y media.
- Estimación de la vida de la batería: más de 160 000 km.
- Energía eléctrica: alrededor de 53 kW h.
- Peso total: entre 400 y 450 kg.
- El pack está diseñado para prevenir fallos catastróficos de celdas y la propagación a las celdas adyacentes, incluso cuando el sistema de refrigeración está apagado.

El motor del Roadster tiene una eficiencia del 90% de media y el 80 % en potencia pico. Esto no considera la eficiencia de la fuente de la electricidad, solo la eficiencia con la que el Roadster utiliza la energía. Por comparación, los motores de combustión interna tienen una eficiencia de alrededor del 20%. 
En junio de 2006, Tesla Motors informó una eficiencia de 110 Wh/km en un ciclo de conducción sin especificar y declaró una eficiencia de carga de 86%. Esto se traduce en una eficiencia de enchufe a rueda de 128 Wh/km.
En marzo de 2007, durante las pruebas de validación de un prototipo en la EPA de ciclo combinado, Tesla Motors hizo una serie de 356 km utilizando 149 Wh/km.
En febrero de 2008, Tesla Motors informó sobre una mejora de eficiencia después de las pruebas de validación de un prototipo de automóvil, para certificarlo por la EPA.

### Especificaciones
|                     | Tesla Roadster | Tesla Roadster ("P1") 1.5 Standard                           | Tesla Roadster 2.0                                           | Tesla Roadster 2.5 base                                      | Tesla Roadster 2.5 Sport                                     | Tesla Roadster R80 (3.0) con mejora                          |
| ------------------- | --- | ------------------------------------------------------------ | ------------------------------------------------------------ | ------------------------------------------------------------ | ------------------------------------------------------------ | ------------------------------------------------------------ |
| Introducido         | 2006 | 2007                                                         | 2009                                                         | 2010                                                         | 2010                                                         | 2014                                                         |
| Transmisión         | 2 marchas adelante + marcha atrás (invirtiendo el giro del motor) - 1 marcha: 4.20:1 - 2 marcha: 2.17:1. Marcha atrás invirtiendo el giro del motor con velocidad limitada electrónicamente. - Relación final: 3.41:1 | BorgWarner con una velocidad de relación fija (ratio 8.27:1) | BorgWarner con una velocidad de relación fija (ratio 8.27:1) | BorgWarner con una velocidad de relación fija (ratio 8.27:1) | BorgWarner con una velocidad de relación fija (ratio 8.27:1) | BorgWarner con una velocidad de relación fija (ratio 8.27:1) |
| Potencia            | 185 kW (252 CV) | 185 kW (252 CV)                                              | 215 kW (292 CV)                                              | 215 kW (292 CV)                                              | 215 kW (292 CV)                                              | 215 kW (292 CV)                                              |
| Par motor           | 244 N·m | 370 N·m                                                      | 380 N·m                                                      | 380 N·m                                                      | 400 N·m                                                      | 380 N·m o 400 N·m                                            |
| Batería             | 53kWh | 53kWh                                                        | 53kWh                                                        | 53kWh                                                        | 53kWh                                                        | 80kWh                                                        |
| Autonomía           | 320 a 400 km (199 a 249 mi) | 372 km (231 mi)                                              | 393 km (244 mi)                                              | 393 km (244 mi)                                              | 393 km (244 mi)                                              | 640 km (398 mi)                                              |
| Cd                  | 0.36 | 0.36                                                         | 0.36                                                         | 0.36                                                         | 0.36                                                         | 0.31                                                         |
| 0–100 km/h (62 mph) | 5.7 seg | 4.0 seg                                                      | 3.9 seg                                                      | 3.9 seg                                                      | 3.7 seg                                                      | 3.7 seg                                                      |
| Peso (kg) / (lb)    | | 1305 kg (2877 lb)                                            | 1237 kg (2727 lb)                                            | 1237 kg (2727 lb)                                            | 1237 kg (2727 lb)                                            | 1237 kg (2727 lb)                                            |
| Velocidad máxima    | 210 km/h (130 mph) | 201 km/h (125 mph)                                           | 201 km/h (125 mph)                                           | 201 km/h (125 mph)                                           | 201 km/h (125 mph)                                           | 201 km/h (125 mph)                                           |
| Precio base         | 80 000 USD-120 000 USD | 98 950 USD                                                   | 109 000 USD                                                  | 110 950 USD                                                  | 128 500 USD                                                  | Coche + 29 000 USD                                           |

## Lanzamiento al espacio

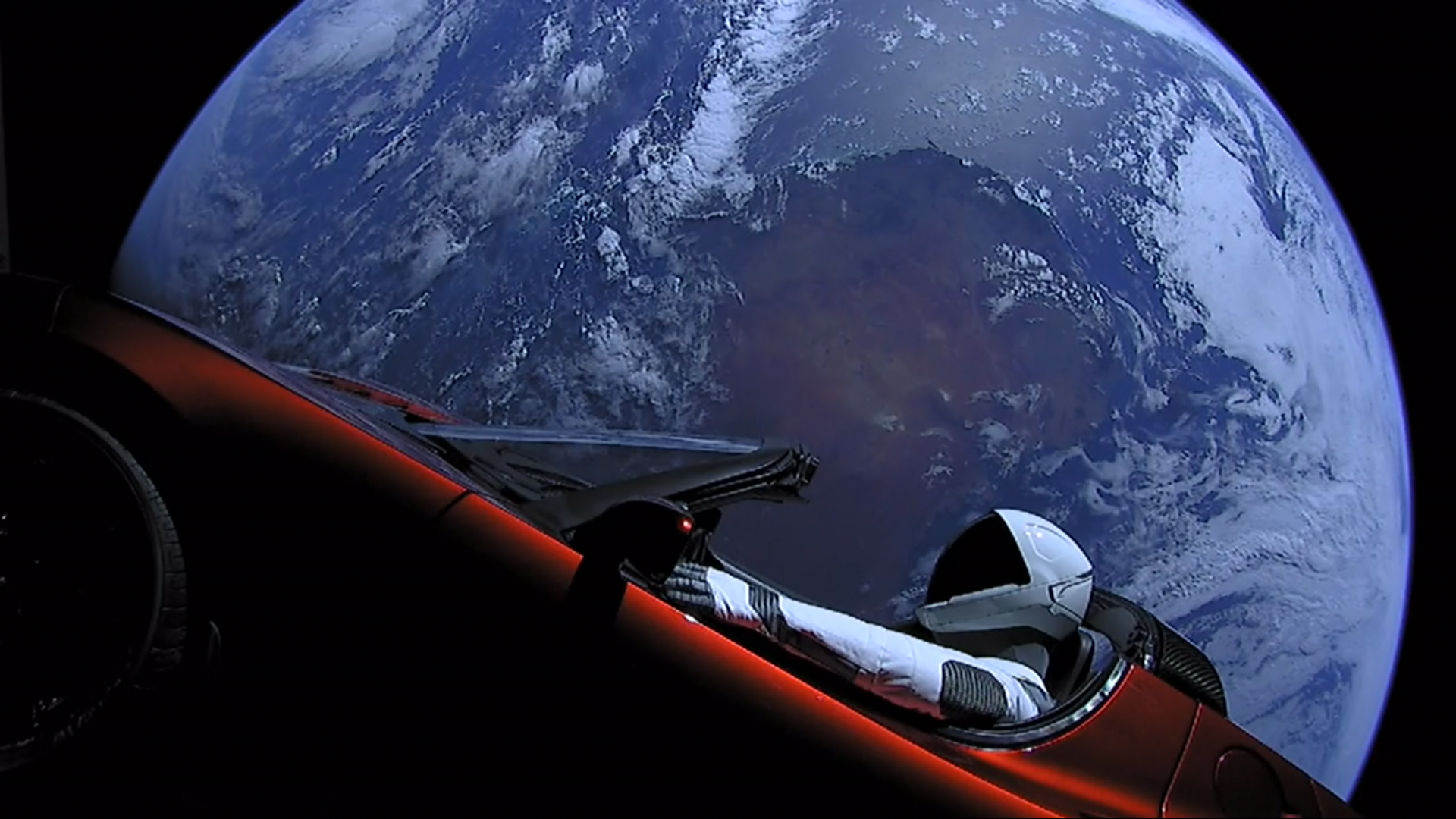

Elon Musk, fundador y director general de la empresa aeroespacial SpaceX así como de Tesla Motors, anunció que en el vuelo inaugural de prueba del cohete Falcon Heavy éste llevaría como simulador de masa su ejemplar personal del Tesla Roadster. El lanzamiento el 6 de febrero de 2018 fue un éxito y el automóvil fue puesto en órbita elíptica alrededor del Sol.
El 5 de febrero de 2018, Musk publicó en su cuenta de Instagram imágenes del automóvil, donde se aprecia un muñeco apodado Starman (en homenaje a la canción de David Bowie) que lleva puesto un traje espacial de SpaceX. El codo izquierdo de Starman está apoyado sobre la puerta y sobresale hacia afuera, tal como hacen algunos humanos cuando conducen con la ventanilla bajada.
Una versión Hot Wheels miniatura del Roadster con un muñeco similar a Starman está sujeta al salpicadero del vehículo.
Además del falso astronauta, el sistema de sonido a bordo el coche reprodujo en bucle la canción Space Oddity de David Bowie. En la guantera del coche hay una copia de la novela Guía del autoestopista galáctico, junto a toalla y un cartel que dice Don't Panic (no se asuste), que son símbolos de la serie de seis libros de la Guía del autoestopista galáctico de Douglas Adams.

La Guía del autoestopista galáctico tiene varias cosas que decir respecto a las toallas. Dice que una toalla es el objeto de mayor utilidad que puede poseer un autoestopista interestelar.
Guía del autoestopista galáctico

Bajo el coche lleva una placa con los nombres de 6000 empleados de SpaceX.

Circuito impreso en los Tesla Roadster con la leyenda "Made on Earth by humans".

Este coche, como todos los Tesla Roadster, lleva escrito en un circuito impreso «Hecho en la Tierra por humanos» («Made on Earth by humans»).

El circuito impreso PCB lleva los fusibles de 150A en la línea de entrada de corriente. El número de pieza es ASSY 09-000226-01 REV.
Todos son huevos de Pascua para «confundir a los extraterrestres».
Una copia de la serie de la Fundación de Isaac Asimov en un disco de almacenamiento de datos ópticos 5D fue incluida desde la Arch Mission Foundation.
Musk fue elogiado por su visionaria gestión de marcas al controlar los tiempos y contenidos de sus relaciones públicas. Tesla nunca gastó dinero en publicidad para promocionar sus vehículos.
Tras el lanzamiento la revista Scientific American comentó que usar el coche no era completamente inútil, ya que para tener una prueba significativa se necesitaba algo de ese tamaño y peso. Temáticamente se ajustaba perfectamente y aprovechó la oportunidad para recordar a la industria automovilística y aeroespacial que Musk estaba desafiando el statu quo.
Advertising Age y Business Insider compartieron la opinión de que el lanzamiento fue el anuncio de coches más grande de la historia sin gastar un céntimo en publicidad, demostrando que Musk estaba kilómetros por delante del resto en la captación de consumidores jóvenes, donde los meros mortales gastan millones luchando por segundos de tiempo publicitario, Musk ejecuta su visión.
Musk demostró tener un don para crear entusiasmo a través de las redes sociales. Es uno de los pocos CEO de fabricantes de coches con una cuenta de Twitter que no está gestionada por un equipo de relaciones públicas, y su candor es entrañable y efectivo. Responde preguntas y preocupaciones de los clientes de Tesla, anuncia mejoras futuras y hace bromas, generando una significativa cobertura de noticias para sus empresas a coste cero.

## Tesla Roadster (Segunda Generación)
En noviembre de 2017 Tesla presentó una nueva versión del descatalogado Roadster que tiene previsto comercializarse en 2020. Se trata de un superdeportivo con cuatro plazas. Será el primer coche de producción que baje de 2 segundos en la aceleración de 0 a 100 km/h, y de 9 segundos en recorrer 400 metros.
Tiene una velocidad punta de 402 km/h.
Acelera de 0-60 mph (0-97 km/h) en 1,9 segundos y de 0-100 mph (0-161 km/h) en 4,2 segundos.
Recorre un cuarto de milla 1/4 de milla (402 m) en 8,8 segundos.
Dispone de una batería de 200 kWh que le proporciona una autonomía de 1000 km. Será el primer coche eléctrico de serie en superar esa distancia.
Un motor eléctrico delantero y dos traseros le proporcionan tracción total AWD. El par máximo es de 10 000 N·m.
El techo de cristal se puede retirar y meter en el maletero para convertirlo en descapotable.
Tendrá un precio base de 200 000 USD.
El precio de la reserva es de 50 000 USD.